# Leucospis biguetina
Leucospis biguetina is een vliesvleugelig insect uit de familie Leucospidae. De wetenschappelijke naam is voor het eerst geldig gepubliceerd in 1807 door Jurine.